# بونتا غوردا
بونتا غوردا (بالإنجليزية: Punta Gorda)‏ هي مدينة أمريكية تقع في ولاية فلوريدا. ويبلغ عدد سكانها 16762 نسمة حسب إحصاء سنة 2010 م 16762.